# Hartguss

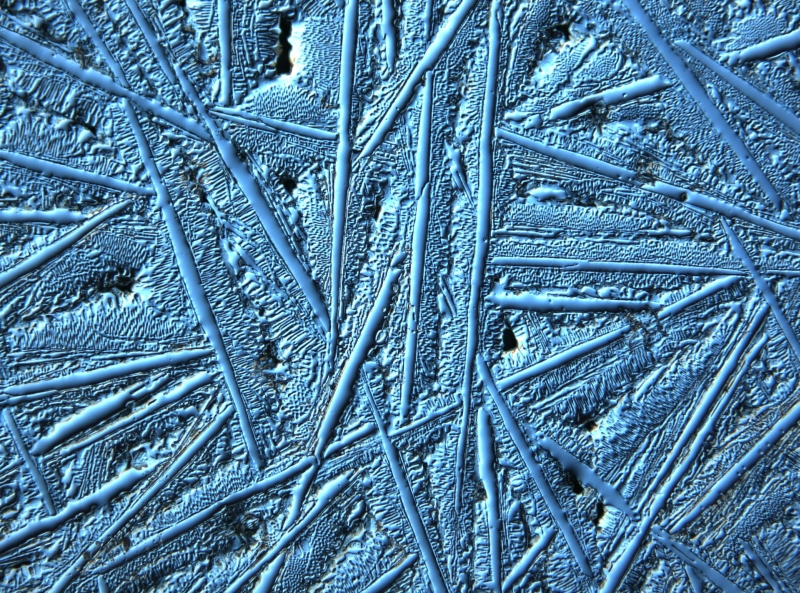
Hartguss, Differentieller Interferenzkontrast V=100:1

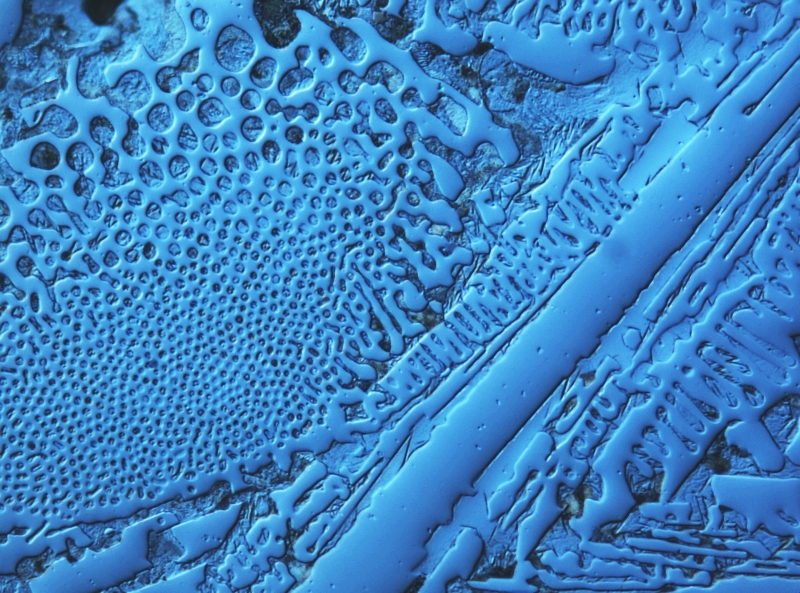
Hartguss, Differentieller Interferenzkontrast V=1000:1

Hartguss ist metastabiles Gusseisen mit hohem Carbid-Anteil.
Die metastabile Erstarrung führt zur Bildung von Ledeburit (Austenit und Zementit), welcher besonders hart und verschleißfest ist. Je nach Abkühlrate, bzw. der Wanddicke des Bauteils, kann es auch zu einer stabilen Erstarrung und somit zur Bildung von Graphit in einer Matrix aus Ferrit und Perlit kommen. Graphit ist wesentlich duktiler als Ledeburit.
Bei dicken Bauteilen hat dies zur Folge, dass die Randschicht aus Ledeburit und Perlit, der Kern hingegen aus Graphit, Perlit und Ferrit besteht. Dieser Schalenhartguss (auch Kokillenhartguss genannt), besitzt einen duktilen Kern und eine harte Schale. Bei dem Vollhartguss darf der maximale Querschnitt nur 100 mm betragen, damit im Bauteil überwiegend harter Ledeburit vorhanden ist. In beiden Fällen wird eine harte Randschicht (z. B. für Nockenwellen) erzeugt.
Die Bildung von Hartguss wird durch einen hohen Silicium- und Mangangehalt oder durch schnelles Abkühlen in Eisenformen bewerkstelligt.
Hartguss wird als sehr verschleißfester Gusswerkstoff für Mahlscheiben, Erzbrecher und militärische Panzerung (Panzerplatten) eingesetzt. Hartguss ist sehr schlecht zerspanbar, praktisch nur schleifbar und erodierbar.

## Beispiele
- GJH - X 300 CrNi 9-5

## Zerspanbarkeit
Siehe Zerspanbarkeit von Gusseisen#Hartguss.